# Ucraina Noastră
Ucraina Noastră (ucraineană Наша Україна) este un partid politic din Ucraina, constituit la 4–5 martie 2005 în susținerea președintelui Viktor Iușcenko. Mai mulți activiști ai partidului au participat activ la Revoluția Portocalie.
Pe baza partidului „Ucraina Noastră” a stat blocul „Ucraina Noastră”, creat de fostul prim-ministrul al Ucrainei Viktor Iușcenko și inițial compus din 10 partide național-democratice. La alegerile parlamentare din 2002 blocul „Ucraina Noastră” a acumulat cele mai multe voturi (23,57 %), devinind principală forță de opoziție în anii 2002–2005. 
În sfârșitul anului 2004 activiștii blocului „Ucraina Noastră” au participat activ la Revoluția Portocalie. După victoria Revoluției Portocalie a fost investit primul guvernul Iulia Timoșenko (2005), în care 16 fotolii de miniștrii i-au revenit „Ucrainei Noastre”. În guvernul Iuri Iehanurov (2005–2006) partidul a obținut 20 din 25 fotolii de miniștrii.
La alegerile legislative din 2006 blocul „Ucraina Noastră” s-a clasat pe locul al 3-lea, obținînd 13,95% de voturi și 81 de mandate de deputat. Timp de 4 luni după alegeri „Ucraina Noastră”, Blocul Iulia Timoșenko și Partidul Socialist au purtat negocieri cu privire la formarea Coaliției Forțelor Democratice, însă Partidul Socialist a participat la formarea Coaliției anticriză împreună cu Partidul Regiunilor și comuniști. 
În urma semnării Acordului Unității Naționale (3 august 2006) între toate partide parlamentare, în afară de Blocul Iulia Timoșenko, „Ucraina Noastră” a primit 7 fotolii de miniștrii în guvernul Viktor Ianukovici (2006-2007). Peste 2 luni partidul a trecut în opoziție. La 27 februarie 2007 blocul „Ucraina Noastră” și Blocul Iulia Timoșenko au semnat Acordul Opoziției Unite. 

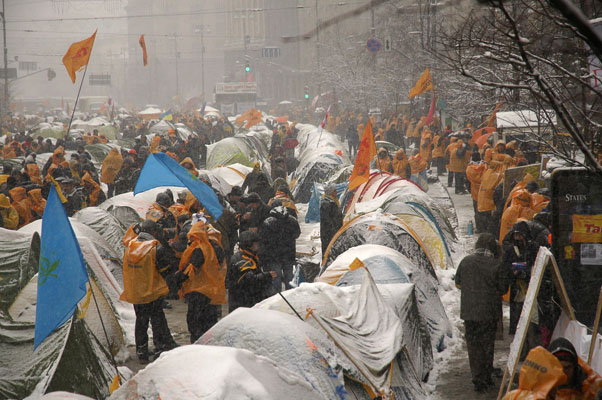
Orășelul din corturi în timpul Revoluției Portocalie, noiembrie 2004

La alegerile anticipate din 2007 „Ucraina Noastră” a participat în cadrul blocului „Ucraina Noastră – Autoapararea Populară”, format din 10 partide național-democrate. Blocul a obținut 14,15% de voturi și 72 de mandate în Rada Supremă și împreună cu Blocul Iulia Timoșenko a format Coaliția Forțelor Democratice. 

## Alegeri parlamentare
| Anul alegerilor | Voturi    | %          | Locuri    | +/–ni |
| --------------- | --------- | ---------- | --------- | ----- |
| 2002            | 6 108 088 | 23.57 (#1) | 112 / 450 |       |
| 2006            | 3 539 140 | 13.95 (#3) | 81 / 450  | ▼ 31  |
| 2007            | 3 301 012 | 14.15 (#3) | 72 / 450  | ▼ 9   |
| 2012            | 226 482   | 1.11 (#7)  | 0 / 450   | ▼ 72  |

|      |      |      |
| 2002 | 2006 | 2007 |